# Dan Castellaneta
Daniel Louis Castellaneta (Chicago, 29 ottobre 1957) è un attore e doppiatore statunitense, noto per essere la voce di Homer Simpson e di molti altri personaggi minori nella versione originale della serie animata I Simpson.

## Biografia
Daniel Louis Castellaneta è nato nel South Side di Chicago, Illinois, ed è cresciuto tra River Forest e Oak Park. Di origini italiane, è nato da Elsie Lagorio (1926-2008) e Louis Castellaneta (1915-2014), quest'ultimo di origini pugliesi e calabresi.

## Vita privata
È sposato dal 1987 con Deb Lacusta, sceneggiatrice televisiva che ha lavorato ad alcune puntate de I Simpson. È vegetariano e astemio. Pratica Taijiquan. Sua madre, Elsie Castellaneta, è morta nel gennaio 2008, all'età di 81 anni, mentre il padre il 15 agosto 2014 all'età di 99 anni; ad entrambi sono stati dedicati degli episodi de I Simpson in loro memoria.

## Filmografia

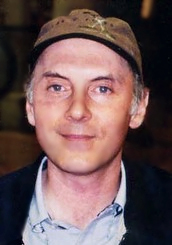
Dan Castellaneta nel 2002

### Attore

#### Cinema
- Niente in comune (Nothing in Common), regia di Garry Marshall (1986)
- Non per soldi... ma per amore (Say Anything), regia di Cameron Crowe (1989)
- Un poliziotto a 4 zampe (K-9), regia di Rod Daniel (1989)
- La guerra dei Roses (The War of the Roses), regia di Danny DeVito (1989)
- ...non dite a mamma che la babysitter è morta! (Don't Tell Mom the Babysitter's Dead), regia di Stephen Herek (1991)
- Il cliente (The Client), regia di Joel Schumacher (1994)
- Love Affair - Un grande amore (Love Affair), regia di Glenn Gordon Caron (1994)
- Forget Paris, regia di Billy Crystal (1995)
- Space Jam, regia di Joe Pytka (1996)
- My Giant, regia di Michael Lehmann (1998)
- Il gatto... e il cappello matto (The Cat in the Hat), regia di Bo Welch (2003)
- La ricerca della felicità (The Pursuit of Happiness), regia di Gabriele Muccino (2006)
- Superhero - Il più dotato fra i supereroi (Superhero Movie), regia di Craig Mazin (2008)
- Super 8, regia di J. J. Abrams (2011)
- Fantastic 4 - I Fantastici Quattro (Fantastic Four), regia di Josh Trank (2015)

#### Televisione
- The Tracey Ullman Show – serie TV, 71 episodi (1987-1990)
- ALF – serie TV, episodio 4x21 (1990)
- Bagdad Café – serie TV, episodio 2x06 (1990)
- Sposati... con figli (Married... with Children) – serie TV, episodi 5x05, 7x10 (1990-1992)
- Dream On – serie TV, episodio 2x03 (1991)
- Sibs – serie TV, 22 episodi (1991-1992)
- L.A. Law - Avvocati a Los Angeles (L.A. Law) – serie TV, episodio 7x01 (1992)
- Tracey Ullman Takes New York, regia di Don Scardino – film TV (1993)
- Wings – serie TV, episodio 5x18 (1994)
- The George Carlin Show – serie TV, episodio 1x07 (1994)
- Svitati in divisa (Bakersfield P.D.) – serie TV, episodio 1x17 (1994)
- Grace Under Fire – serie TV, episodio 2x05 (1994)
- Murphy Brown – serie TV, episodio 7x17 (1995)
- Friends – serie TV, episodio 2x12 (1996)
- NYPD - New York Police Department (NYPD Blue) – serie TV, episodio 3x15 (1996)
- Cybill – serie TV, episodio 3x17 (1997)
- The Drew Carey Show – serie TV, episodio 2x20 (1997)
- Tutti amano Raymond (Everybody Loves Raymond) – serie TV, episodi 2x20, 6x08 (1998-2001)
- Innamorati pazzi (Mad About You) – serie TV, episodio 7x10 (1999)
- Oh, Grow Up – serie TV, episodio 1x7 (1999)
- Nash Bridges – serie TV, episodio 5x09 (1999)
- Prima o poi divorzio! (Yes, Dear) – serie TV, episodio 1x12 (2001)
- Le avventure di Jackie Chan (Jackie Chan Adventures) – serie TV, episodio 2x23 (2002)
- Reba – serie TV, episodio 2x07 (2002)
- Frasier – serie TV, episodio 11x07 (2003)
- That '70s Show – serie TV, episodio 6x05 (2003)
- Selvaggi (Complete Savages) – serie TV, episodio 1x06 (2004)
- Stargate SG-1 – serie TV, episodio 8x15 (2005)
- Arrested Development - Ti presento i miei (Arrested Development) – serie TV, episodio 2x15 (2005)
- Veronica Mars – serie TV, episodio 3x02 (2006)
- Entourage – serie TV, episodio 4x06 (2007)
- Greek - La confraternita (Greek) – serie TV, 9 episodi (2007-2011)
- Detective Monk (Monk) – serie TV, episodio 6x12 (2008)
- Reno 911! – serie TV, episodio 5x11 (2008)
- Castle – serie TV, episodi 1x01-1x08 (2009)
- Ghost Whisperer - Presenze (Ghost Whisperer) – serie TV, episodio 4x12 (2009)
- How I Met Your Mother – serie TV, episodio 4x22 (2009)
- Bones – serie TV, episodio 5x07 (2009)
- Desperate Housewives – serie TV, episodio 6x10 (2009)
- Tracey Ullman's State of the Union – serie TV, episodio 3x05 (2010)
- La strana coppia (The Good Guys) – serie TV, episodio 1x07 (2010)
- Parks and Recreation – serie TV, episodi 4x03, 5x08, 6x14 (2011-2014)
- The Office – serie TV, episodio 8x23 (2012)
- Major Crimes – serie TV, episodio 2x17 (2013)
- Dads – serie TV, episodio 1x01 (2013)
- The Mindy Project – serie TV, episodio 1x18 (2013)
- Wendell & Vinnie – serie TV, episodi 1x01, 1x05 (2013)
- The League – serie TV, episodio 6x9 (2014)
- Hot in Cleveland – serie TV, episodio 5x17 (2014)
- Buon quel che vi pare (Merry Happy Whatever) – serie TV, episodi 1x02-1x07 (2019)

### Doppiatore

#### Cinema
- Super Mario Bros., regia di Rocky Morton e Annabel Jankel (1993)
- Il ritorno di Jafar (The Return of Jafar), regia di Tad Stones e Alan Zaslove (1994)
- Le nuove avventure di Charlie (All Dogs Go to Heaven 2), regia di Paul Sabella (1996)
- Il gobbo di Notre Dame (The Hunchback of Notre Dame), regia di Gary Trousdale (1996)
- Giuseppe - Il re dei sogni (Joseph: King of Dreams), regia di Robert Ramirez (2000)
- Ricreazione - La scuola è finita (Recess: School's Out), regia di Chuck Sheetz (2001)
- Ritorno all'Isola che non c'è (Return to Never Land), regia di Robin Budd (2002)
- Hey Arnold! Il film (Hey Arnold!: The Movie), regia di Tuck Tucker (2002)
- Ricreazione: Un nuovo inizio (Recess: Taking the Fifth Grade), regia di Howy Parkins (2003)
- Scooby-Doo e i pirati dei Caraibi (Scooby-Doo! Pirates Ahoy!), regia di Chuck Sheetz (2006)
- Tom & Jerry all'arrembaggio (Tom and Jerry: Shiver Me Whiskers), regia di Scott Jeralds (2006)
- Hellboy - Fiumi di sangue (Hellboy: Blood and Iron), regia di Victor Cook (2007)
- I Simpson - Il film (The Simpsons Movie), regia di David Silverman (2007)
- Futurama - La bestia con un miliardo di schiene (Futurama: The Beast with a Billion Backs), regia di Peter Avanzino (2008)
- Ortone e il mondo dei Chi (Horton Hears a Who!), regia di Jimmy Hayward e Steve Martino (2008)
- Playdate with Destiny, regia di David Silverman (2020)

#### Televisione
- I Simpson (The Simpsons) – serie animata, 684 episodi (1989-in corso)
- TaleSpin – serie animata, episodi 1x45, 1x63 (1990-1991)
- Darkwing Duck – serie animata, 19 episodi (1991-1992)
- Ritorno al futuro (Back to the Future) – serie animata, 26 episodi (1991-1992)
- Tazmania – serie animata, 20 episodi (1991-1995)
- Le avventure di Fievel (Fievel's American Tails) – serie animata, 9 episodi (1992)
- I dinosauri (Dinosaurs) – serie animata, episodio 3x06 (1992)
- I favolosi Tiny (Tiny Toon Adventures) – serie animata, episodi 3x13, 3x20 (1992)
- Ecco Pippo! (Goof Troop) – serie animata, episodio 1x16 (1992)
- Fl-eek Stravaganza (Eek! The Cat) – serie animata, 11 episodi (1992-1997)
- Sesamo apriti (Sesame Street) – serie TV, episodi 23x74, 25x05, 30x42 (1992-1999)
- Animaniacs – serie animata, episodio 1x30 (1993)
- Sonic (Sonic the Hedgehog) – serie animata, episodio 1x05 (1993)
- La Pantera Rosa (The Pink Panther) – serie animata, episodi 1x10, 2x18, 2x19, 3x17 (1993-1996)
- The Tick – serie animata, episodio 1x11 (1994)
- Aladdin – serie animata, 86 episodi (1994-1995)
- I Rugrats (Rugrats) – serie animata, episodi 3x22, 5x04, 7x08, 8x10 (1994-2003)
- Earthworm Jim – serie animata, 23 episodi (1995-1996)
- The Mask (The Mask: Animated Series) – serie animata, episodio 1x17 (1996)
- Quack Pack - La banda dei paperi (Quack Pack) – serie animata, episodio 1x13 (1996)
- Il laboratorio di Dexter (Dexter's Laboratory) – serie animata, 70 episodi (1996-2003)
- Hey, Arnold! – serie animata, 75 episodi (1996-2004)
- Nightmare Ned – serie animata, episodio 1x16 (1997)
- Mucca e Pollo (Cow and Chicken) – serie animata, 28 episodi (1997-1999)
- Johnny Bravo – serie animata, episodi 1x11, 2x11 (1997-1999)
- Hercules (Hercules: The Animated Series) – serie animata, 18 episodi (1998-1999)
- Io sono Donato Fidato (I Am Weasel) – serie animata, episodi 2x12, 3x11, 4x12, 5x16 (1998-1999)
- Futurama – serie animata, episodi 1x09, 5x16, 6x16, 7x20 (1999-2013)
- Buzz Lightyear da Comando Stellare (Buzz Lightyear of Star Command) – serie animata, 8 episodi (2000)
- Batman of the Future (Batman Beyond) – serie animata, episodi 2x13, 3x10, 3x11 (2000-2001)
- House of Mouse - Il Topoclub (House of Mouse) – serie animata, episodio 1x02 (2001)
- Lloyd nello spazio (Lloyd in Space) – serie animata, 10 episodi (2001-2002)
- Kim Possible – serie animata, episodi 1x01, 1x08, 1x17 (2002)
- I Rugrats da grandi (All Grown Up!) – serie animata, episodio 1x04 (2003)
- Le avventure di Jimmy Neutron (The Adventures of Jimmy Neutron: Boy Genius) – serie animata, episodi 2x05, 3x10 (2003)
- Annibale e Cannibale (The Shnookums and Meat Funny Cartoon Show) – serie animata, episodio 1x01 (2003)
- Justice League – serie animata, episodi 2x07, 2x08 (2003)
- The Jimmy Timmy Power Hour, regia di Keith Alcorn – film TV (2004)
- The Batman – serie animata, episodi 1x09, 3x04, 5x10 (2004-2008)
- Le nuove avventure di Scooby-Doo (What's New, Scooby-Doo?) – serie animata, episodio 3x03 (2005)
- Loonatics Unleashed – serie animata, episodio 1x06 (2005)
- Casper - Scuola di paura (Casper's Scare School), regia di Mark Gravas – film TV (2006)
- Legion of Super Heroes – serie animata, episodio 1x04 (2006)
- The Simpsons 20th Anniversary Special - In 3-D! On Ice!, regia di Morgan Spurlock – speciale TV (2010)
- I Griffin (Family Guy) – serie animata, episodi 11x02, 13x01, 18x14 (2012-2020)
- Hey Arnold!: The Jungle Movie, regia di Raymie Muzquiz – film TV (2017)

## Doppiatori italiani
Nelle versioni in italiano delle opere in cui ha recitato, Dan Castellaneta è stato doppiato da:
- Mino Caprio in Friends, Ghost Whisperer - Presenze, Castle, Desperate Housewives
- Raffaele Palmieri in Fantastic 4 - I Fantastici Quattro, Bones
- Vladimiro Conti in Frasier
- Vittorio De Angelis ne Il cliente
- Giovanni Petrucci in That '70s Show
- Enrico Di Troia in Detective Monk
- Claudio Ridolfo in How I Met Your Mother
- Danilo De Girolamo in La ricerca della felicità
- Ambrogio Colombo in Superhero - Il più dotato fra i supereroi
- Massimo Aresu in Parks and Recreation
- Luca Dal Fabbro in Major Crimes
- Oliviero Dinelli in Buon quel che vi pare
- Sergio Lucchetti in 9-1-1: Lone Star
- Riccardo Lombardo in All Rise

Da doppiatore è sostituito da:
- Tonino Accolla ne I Simpson (Homer Simpson, st. 1-23; Pucci (ep. 8x14), Dan Castellaneta), I Simpson - Il film (Homer Simpson)
- Massimo Lopez ne I Simpson (Homer Simpson, st. 24+), I Simpson in Plusaversary (Homer Simpson)
- Mario Milita ne I Simpson (Abe Simpson, st. 1-22), I Simpson - Il film (Abe Simpson)
- Fabrizio Mazzotta ne I Simpson, I Simpson - Il film (Krusty il clown)
- Stefano Mondini ne I Simpson (Barney Gumble st. 9+), I Simpson - Il film (Barney Gamble)
- Pino Ammendola ne I Simpson (Telespalla Mel, st. 1-4, Zio di Tony Ciccione), I Simpson - Il film (Imbonitore)
- Oreste Baldini ne I Simpson (Telespalla Mel, st. 15+), I Simpson - Il film (Telespalla Mel)
- Fabrizio Manfredi in Darkwing Duck, DuckTales
- Mino Caprio ne I Simpson (Abe Simpson, st. 23+)
- Mario Bombardieri ne I Simpson (Barney Gumble, st. 1-7)
- Mauro Magliozzi ne I Simpson (Barney Gumble, st. 8 e Sindaco Quimby, st. 8-9)
- Saverio Indrio ne I Simpson (Sindaco Quimby, st. 5-7; 24+)
- Massimo Milazzo ne I Simpson (Sindaco Quimby, ep. 13x08)
- Fabrizio Temperini ne I Simpson (Sindaco Quimby, st. 16-23)
- Silvio Anselmo ne I Simpson (Hans Uomo Talpa 1-15; 30+)
- Sacha De Toni ne I Simpson (Hans Uomo Talpa st. 16-29)
- Domenico Maugeri ne I Simpson (Giardiniere Willie, st. 1-4; 9-14; Telespalla Mel (st. 13-14)
- Davide Marzi ne I Simpson (Giardiniere Willie, st. 16+)
- Gerolamo Alchieri ne I Simpson (Telespalla Mel, st. 5)
- Mauro Gravina ne I Simpson (Telespalla Mel, st. 6-7)
- Neri Marcorè ne I Simpson (Telespalla Mel, st. 8-12)
- Teo Bellia ne I Simpson (Woody Allen (ep. 11x22), Gil Gunterson (st. 10-17)
- Oreste Lionello ne I Simpson (Woody Allen (ep. 10x23, 13x04, 19x18)
- Oliviero Dinelli ne I Simpson (Woody Allen, ep. 24 x12)
- Mino Caprio in I favolosi Tiny
- Giorgio Melazzi in Ritorno al futuro
- Pino Locchi in Super Mario Bros.
- Gigi Proietti ne Il ritorno di Jafar
- Roberto Pedicini in Aladdin
- Gabriele Lopez in Mucca e Pollo
- Massimo De Ambrosis in Futurama (st. 1)
- Massimo Lodolo in Futurama (st. 4)
- Roberto Gammino in Futurama (st. 5)
- Roberto Chevalier in Futurama (st. 6-7)
- Marco Balzarotti in Le avventure di Jimmy Neutron
- Pietro Ubaldi in The Batman
- Germano Basile in Scooby-Doo e i pirati dei Caraibi
- Deborah Ciccorelli in I Simpson - Il film (Fichetto)
- Ambrogio Colombo in I Simpson in Plusaversary (Gongolo)